# 콩고땃쥐류
콩고땃쥐류는 땃쥐과에 속하는 콩고땃쥐속(Congosorex) 땃쥐의 총칭이다.

## 특징
꼬리 길이 19~40mm를 제외한 몸길이가 53~95mm인 작은 땃쥐류로 몸무게는 최대 12g이다. 털은 짧고 무성하다. 주둥이는 길고 뾰족하며, 눈이 아주 작다.

## 분포
중앙아프리카에 널리 분포한다.

## 하위 종
다음 3종을 포함하고 있다.
- 필립땃쥐 (Congosorex phillipsorum)[3]
- 큰콩고땃쥐 (Congosorex polli)
- 작은콩고땃쥐 (Congosorex verheyeni)